# Hiram C. Miller
Hiram Carney Miller (Honey Brook, 1867 – West Chester, 30 juni 1941) was een Amerikaans componist, dirigent en muziekuitgever.

## Levensloop
Miller was een autodidact als muzikant, kunstschilder en papierhandelaar. Hij werd lid van de Sadsburyville Band. Al spoedig werd hij dirigent van dit harmonieorkest. Als componist was hij eveneens autodidact, maar schreef rond driehonderd marsen, dansen en ouvertures. Om zijn werken te publiceren richtte hij een eigen muziekuitgeverij in Parkesburg op. Hij behoort tot de pioniers van de ontwikkeling van de amateuristische blaasmuziekbeoefening in de Verenigde Staten. 

## Composities (Uittreksel)

### Werken voor harmonieorkest
- 1896 Our next President, mars
- 1897 Normandie, ouverture
- 1898 American Triumph Overture
- 1898 Tanawa, mars
- 1900 P of I.R. (princess of Iran Band Manchester)
- 1900 Clintons 50th, mars
- 1901 Battleship Alabama, mars
- 1902 Tolono Overture
- 1906 National reform, mars
- 1912 Our glorious Nation, mars
- 1912 Spirit of Liberty, ouverture
- 1918 World Wide Liberty, mars
- 1921 American Bandsman, mars
- 1924 A shure shot, mars
- 1932 Growth of a Great Nation, mars
- Pico (Parkesburg Iron Co.), mars